# Sutra del Loto: XVI capitolo
(Saddharmapuṇḍarīkasūtra (Sutra del Loto) cap. XV della versione sanscrita, traduzione dal sanscrito di Luciana Meazza, in Sutra del Loto, Milano, Rizzoli, 2001, p.287)
(妙法蓮華經, Miàofǎliánhuājīng (Sutra del Loto) capitolo XVI della versione cinese, traduzione dal cinese di Burton Watson, in Sutra del Loto, Milano, Esperia, 1993, p.298)

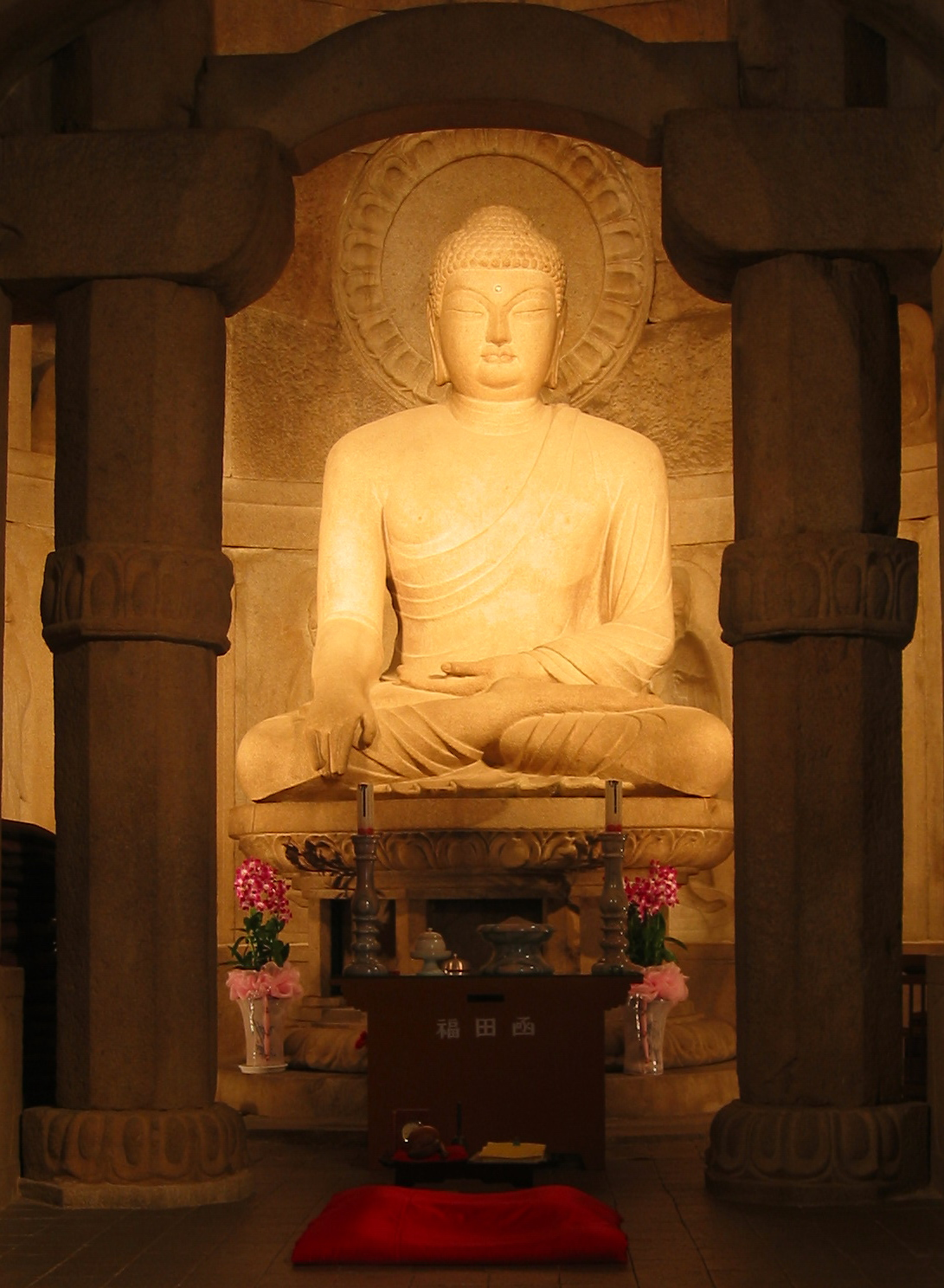
Il Buddha Śākyamuni in una immagine coreana.

Dopo aver ascoltato la domanda del bodhisattva Maitreya su come egli sia riuscito a quarant'anni dal raggiungimento della bodhi profonda a convertire innumerevoli schiere di bodhisattva perfetti, il  Buddha Śākyamuni chiede all'intera assemblea riunita sul Gṛdhrakūṭaparvata di testimoniare la fede nel suo insegnamento, e solo dopo aver ascoltato questa testimonianza il Buddha spiegò che:
(Sutra del Loto, XVI)
Il  Buddha Śākyamuni dichiara, in questo passaggio di essere eterno. A tal proposito Gene Reeves  nota come:
Nel prosieguo della sua spiegazione, il Buddha Śākyamuni racconta che lui da tempo immemorabile vive nel mondo di sahā dove opera come il Buddha, apparendo e predicando in modo differente a seconda della mente degli uomini e delle loro necessità. Solo alle persone di scarse virtù narra di aver lasciato la famiglia in gioventù conseguendo successivamente la bodhi perfetta, ma lo fa per venire incontro alle loro inadeguate possibilità di comprensione. Così come differentemente si manifesta e differenti sono i suoi sūtra, tutti comunque veri.
(Sutra del Loto, XVI)
Coloro che abitano questo mondo, sostiene lo Śākyamuni, sono diversi, con diversi modi di pensare e diversi desideri, per salvarli occorre adattare gli insegnamenti alle loro diversità. Per questa ragione il Buddha predica il suo stesso parinirvāṇa pur non entrandovi mai, pur non avendo mai ancora portato a termine la sua antica scelta di bodhisattva.
(Sutra del Loto, XVI)
Per spiegare questa dottrina del Buddha eterno e della necessità di predicare comunque il suo  parinirvāṇa, lo Śākyamuni narra una parabola in cui un padre tornando a casa viene a sapere che i suoi figli hanno inavvertitamente ingerito del veleno. I figli gli corrono incontro supplicandolo di curargli l'avvelenamento, allora il padre prepara subito una medicina e la consegna ai figli. I più avveduti l'assumono prontamente, mentre coloro i quali hanno perduto la lucidità a causa dello stesso avvelenamento pur esprimendo contentezza per la presenza del padre si rifiutano di farsi curare in preda a vaneggiamenti. Allora il padre escogita un espediente: annuncia ai figli di essere vecchio e vicino alla morte, gli lascia il preparato medicamentoso invitandoli ad assumerlo dopo la sua scomparsa e infine si accinge ad un viaggio. Giunto in un altro paese invia loro un messaggero con la notizia di essere morto. I figli disperati non sanno più a cosa ricorrere per curare il loro avvelenamento, non resta quindi che la medicina lasciatagli dal padre e subito la prendono. Guariti, compare loro il padre ancora vivo e tornato dal viaggio.
Il Buddha chiede quindi ai partecipanti all'assemblea se il padre della parabola ha fatto bene o meno a mentire ai figli sulla sua morte. I presenti sostengono  che tale padre si è comportato in modo più che adeguato per salvare i suoi figli.
retti e sinceri

desiderando con il cuore di incontrare il Buddha

offrendo la propria vita

allora io e l'assemblea dei monaci

appariamo loro insieme a Gṛdhrakūṭa.

[...]

Quando gli esseri senzienti vivono nella fine di un kalpa

e tutto brucia all'interno di un immenso fuoco

questa mia terra rimane illesa

sempre popolata da maru e da uomini.

Le sale e i palazzi con giardini e boschi

arricchiti di pietre preziose

con alberi da frutta, ricchi di fiori,

con esseri senzienti felici e a loro agio

[...]

Questa mia terra non viene distrutta

nonostante ciò gli uomini la vedo incendiata

e sono in preda alla paura e alla sofferenza

questi esseri senzienti con molte colpe,

con un karman cattivo

trascorrendo infiniti kalpa

senza udire mai il nome dei Tre tesori.

Solo coloro che praticano la Via dei meriti,

che sono affabili, onesti, miti

tutti questi mi vedono

qui, nella mia persona, intento a predicare il Dharma.»
(Sutra del Loto, XVI)
Gene Reeves  evidenzia come: